# Svenska kakel- och plattarbetareförbundet
Svenska kakel- och plattarbetareförbundet var ett svenskt fackförbund inom Landsorganisationen (LO) som ursprungligen bildades 1891 som Sverges kakelugnsmakeriarbetares fackföreningars förbund men 1897 namnändrades till Sveriges kakelugnsmakeriarbetareförbund, 1902 till Svenska kakelugnsmakareförbundet och till sist 1928 till Svenska kakel- och plattarbetareförbundet. Det upphörde 1946 då det uppgick i Svenska grov- och fabriksarbetareförbundet. 

## Historia
- 1891 bildades Sverges kakelugnsmakeriarbetares fackföreningars förbund av sex fackföreningar med 240 medlemmar.
- 1897 ändrades förbundsnamnet till Sveriges kakelugnsmakeriarbetareförbund.
- 1897 inrättades en reshjälpskassa.
- 1902 företogs en ny namnändring och nu till: Svenska kakelugnsmakareförbundet. Man deltog i storstrejken för allmän rösträtt samma år.
- 1904 startades en sjuk- och begravingskassa.
- 1906 råkade man i konflikt med Svenska murareförbundet som ansåg att uppsättande av kakelugnar tillhörde murarnas arbetsområde och dessa konflikter fortsatte under 1920-talet.
- 1909 deltog förbundet i storstrejken och medlemsantalet halverades vid dess slut.
- 1923 hade förbundet 581 medlemmar.  [1]
- 1926 anslöt sig förbundet till det gemensamma förhandlingsorganet Samverkande byggnadsfackförbunden.
- 1928 var det sista namnbytet och nu till: Svenska kakel- och plattarbetareförbundet.
- 1929 löstes de ständiga konflikterna med Murareförbundet då kakelugns- och plattsättarna gick över till Svenska murareförbundet. Kvar i förbundet blev fabriksarbetarna.
- 1932 hade förbundet endast sex avdelningar med 384 medlemmar.
- 1942 inrättades en arbetslöshetskassa.
- 1946 uppgick förbundet i Svenska grov- och fabriksarbetareförbundet.